# کسویل
کسویل (به انگلیسی: Kesswil) یک شهرک در بخش اربون از کانتون تورگاو در سوئیس است.
کارل یونگ، روانپزشک و روان‌کاو سرشناس در ۳۶ جولای ۱۸۷۵ در این شهرک چشم به جهان گشود.